# Mette Gravholt
Mette Bjorholm Gravholt, née le 12 décembre 1984 à Egtved, est une handballeuse internationale danoise.

## Biographie
En 2015, elle rejoint le club de Nykøbing Falster HK.
A l'issue de la saison 2016-2017, elle s'engage avec le club roumain du Dinamo Bucarest. Avant de quitter le Danemark, elle remporte le championnat avec Nykøbing Falster.
L'échec du club roumain à gagner sa promotion en première division l'entraîne à annoncer la fin de sa carrière
En novembre 2017, elle sort de sa retraite pour rejoindre le club allemand Neckarsulmer Sport-Union. Elle le quitte en février 2018 pour raisons personnelles et s'engage avec Team Esbjerg jusqu'à la fin de la saison.
Elle met fin à sa carrière à l'été 2018.

## Palmarès

### En club
compétitions internationales
- vainqueur de la coupe EHF en 2013 (avec Team Tvis Holstebro)
- finaliste de la coupe EHF en 2011 (avec Team Tvis Holstebro)

compétitions nationales
- championne du Danemark en 2017 (avec Nykøbing Falster HK)

### En sélection
championnat du monde
- troisième du championnat du monde 2013[9]
- sixième du championnat du monde 2015

### Distinctions individuelles
- élue meilleure pivot du championnat du Danemark en 2013[10] et 2014[11]
- meilleure marqueuse du championnat du Danemark en 2012